# Campeonato Potiguar de Futebol de 2014 - Segunda Divisão
O Campeonato Potiguar de Futebol - Segunda Divisão 2014 foi a 16ª edição do campeonato estadual de futebol da 2ª divisão do Rio Grande do Norte.

## Regulamento
O Campeonato Potiguar de Futebol – Segunda Divisão 2014 foi disputado por três equipes. O torneio foi disputado no sistema de pontos corridos observando-se o sistema de rodízio simples (todos contra todos), com jogos de ida e volta.

### Classificação geral
A equipe campeã foi o Força e Luz, que obteve o melhor índice técnico em todo o campeonato. Assim, assegurou vaga na Primeira Divisão de 2015.

### Critérios de desempate
Em caso de igualdade no número de pontos na competição, os critérios de desempate foram nesta ordem:

 I   – Maior número de vitórias; 

II  – Maior saldo de gols; 

III – Maior número de gols marcados; 

IV – Menor número de gols sofridos;

V – Menor número de cartões vermelhos;

VI – Menor número de cartões amarelos.

## Participantes
| Equipe            | Cidade        | Em 2013        | Estádio      | Capacidade | Títulos        |
| Atlético Potiguar | Natal         | Não Participou | Barrettão[a] | 10 068     | 0 (não possui) |
| Currais Novos EC  | Currais Novos | 3º             | Barrettão[a] | 10 068     | 0 (não possui) |
| Força e Luz       | Natal         | Não Participou | Barrettão[a] | 10 068     | 0 (não possui) |

- a. ^  Os clubes participantes, a Federação Norte-rio-grandense de Futebol e o Globo Futebol Clube firmaram um acordo para que todas as partidas do campeonato ocorressem no Estádio Barrettão, na cidade de Ceará-Mirim, pertencente ao Globo.[1]

## Tabela

### Jogos de ida

#### 1ª rodada
| 29 de outubro de 2014 | Força e Luz | 0 - 0          | Currais Novos EC | Barrettão, Ceará-Mirim                               |
| 20:00                 |             | Súmula Borderô |                  | Público: 201 Árbitro: RN Zandick Gondim Alves Júnior |

#### 2ª rodada
| 1 de novembro de 2014 | Currais Novos EC              | 3 - 0          | Atlético Potiguar | Barrettão, Ceará-Mirim                           |
| 16:00                 | Paulinho 31' · Adham 60', 72' | Súmula Borderô |                   | Público: 49 Árbitro: RN Tarcísio Flores da Silva |

#### 3ª rodada
| 9 de novembro de 2014 | Atlético Potiguar | 0 - 5          | Força e Luz                                             | Barrettão, Ceará-Mirim                               |
| 16:00                 |                   | Súmula Borderô | Romarinho 6', 36', 88' · Índio Oliveira 32' · Erick 34' | Público: 175 Árbitro: RN Zandick Gondim Alves Júnior |

### Jogos de volta

#### 4ª rodada
| 16 de novembro de 2014 | Currais Novos EC | 1 - 2          | Força e Luz                  | Barrettão, Ceará-Mirim                           |
| 16:00                  | Paulinho 89'     | Súmula Borderô | Romarinho 65' · Jozicley 87' | Público: 130 Árbitro: RN Emanoel Eduardo Marinho |

#### 5ª rodada
| 23 de novembro de 2014 | Atlético Potiguar         | 2 - 2          | Currais Novos EC    | Barrettão, Ceará-Mirim                              |
| 16:00                  | Frank 14' · Elizandro 47' | Súmula Borderô | Fagner 90+1', 90+4' | Público: 26 Árbitro: RN Zandick Gondim Alves Júnior |

#### 6ª rodada
| 29 de novembro de 2014 | Força e Luz                                    | 3 - 1          | Atlético Potiguar | Barrettão, Ceará-Mirim                        |
| 16:00                  | Índio Oliveira 51' · André 52' · Eduardo 90+2' | Súmula Borderô | Elizandro 18'     | Público: 60 Árbitro: RN Luiz de França Varela |

## Classificação
| 1 | Força e Luz       | 10 | 4 | 3 | 1 | 0 | 10 | 2  | +8  |
| 2 | Currais Novos EC  | 5  | 4 | 1 | 2 | 1 | 6  | 4  | +2  |
| 3 | Atlético Potiguar | 1  | 4 | 0 | 1 | 3 | 3  | 13 | –10 |

| Atlético Potiguar | —   | 2–2 | 0–5 |
| Currais Novos EC  | 3–0 | —   | 1–2 |
| Força e Luz       | 3–1 | 0–0 | —   |

|  |                                             |
|  | Campeão e Acesso à Primeira Divisão de 2015 |

|  |                      |
|  | Vitória do mandante  |
|  | Vitória do visitante |
|  | Empate               |

### Desempenho por rodada
Clubes que lideraram a cada rodada:
| 1   | 2   | 3   | 4   | 5   | 6   |
| CNV | CNV | FOR | FOR | FOR | FOR |
| FOR | CNV | FOR | FOR | FOR | FOR |

Clubes que ficaram na última posição de cada rodada:
| 1   | 2 | 3 | 4 | 5 | 6 |
| CAP |   |   |   |   |   |

## Premiação
| Campeonato Potiguar de Futebol Segunda Divisão 2014 |
| --------------------------------------------------- |
| Centro Esportivo Força e Luz Campeão (1° título)    |